# Lijst van rijksmonumenten in de Jansstraat
De Jansstraat in de stad Haarlem telt 46 inschrijvingen in het rijksmonumentenregister. Hieronder een compleet overzicht van de rijksmonumenten aan of bij Jansstraat.
| Object | Oorspronkelijke functie?  | Bouwjaar                   | Architect          | Locatie                                     | Coördinaten?                  | Nr.?   | Afbeelding |
| --- | ------------------------- | -------------------------- | ------------------ | ------------------------------------------- | ----------------------------- | ------ | --- |
| Pand met lijstgevel, terzijde gepleisterd                                                                              | Woonhuis                  | 18e eeuw                   |                    | Jansstraat 1                                | 52° 23' 4" NB, 4° 38' 19" OL  | 19297  | Pand met lijstgevel, terzijde gepleisterd                                                                       |
| Pand met lijstgevel onder zadeldak zich voortzettend                                                                   | Woonhuis                  | 19e eeuw                   |                    | Jansstraat 3                                | 52° 23' 4" NB, 4° 38' 19" OL  | 19298  | Pand met lijstgevel onder zadeldak zich voortzettend                                                            |
| Pand met gepleisterde lijstgevel                                                                                       | Woonhuis                  | 18e eeuw                   |                    | Jansstraat 23                               | 52° 23' 2" NB, 4° 38' 19" OL  | 19299  | Meer afbeeldingen                                                                                               |
| Pand met gepleisterde lijstgevel                                                                                       | Woonhuis                  | 18e eeuw                   |                    | Jansstraat 25                               | 52° 23' 2" NB, 4° 38' 18" OL  | 19300  | Meer afbeeldingen                                                                                               |
| Pand met rechte kroonlijst, zadeldak in topgevels eindigend                                                            | Woonhuis                  | 18e eeuw                   |                    | Jansstraat 29                               | 52° 23' 2" NB, 4° 38' 18" OL  | 19301  | Meer afbeeldingen                                                                                               |
| Sint Josephkerk | Kerk en kerkonderdeel     | 1841                       | H.H. Dansdorp      | Jansstraat 43                               | 52° 22' 60" NB, 4° 38' 20" OL | 19302  | Meer afbeeldingen                                                                                               |
| Pand met lijstgevel, beneden winkelpui uit later tijd, gevel met rechte daklijst, diep doorlopend in donkere begijnhof | Woonhuis                  | 17e/18e eeuw               |                    | Jansstraat 47 (hk. Donkere Begijnhof)       | 52° 22' 59" NB, 4° 38' 18" OL | 19303  | Meer afbeeldingen                                                                                               |
| Pand met geverfde lijstgevel, doorlopend in donkere begijnhof 2                                                        | Woonhuis                  | 18e eeuw                   |                    | Jansstraat 49 (hk. Donkere Beginhof 2B)     | 52° 22' 59" NB, 4° 38' 19" OL | 19304  | Meer afbeeldingen                                                                                               |
| Pand met lijstgevel onder zadeldak, versierde ingangspartij met gebeeldhouwde deur                                     | Woonhuis                  | midden 18e eeuw            |                    | Jansstraat 55                               | 52° 22' 58" NB, 4° 38' 18" OL | 19305  | Meer afbeeldingen                                                                                               |
| Pand met lijstgevel | Woonhuis                  | 1641                       |                    | Jansstraat 57                               | 52° 22' 58" NB, 4° 38' 18" OL | 19306  | Meer afbeeldingen                                                                                               |
| Pand met rechte kroonlijst met consoles                                                                                | Woonhuis                  | 18e eeuw                   |                    | Jansstraat 59                               | 52° 22' 58" NB, 4° 38' 17" OL | 19307  | Meer afbeeldingen                                                                                               |
| Pand met lijstgevel, met zandstenen blokken overkragende ontlastingsbogen rustend op kraagsteen met koppen             | Werk-woonhuis             | eerste helft 17e eeuw      |                    | Jansstraat 61                               | 52° 22' 58" NB, 4° 38' 17" OL | 19308  | Meer afbeeldingen                                                                                               |
| Pand met topgevel | Woonhuis                  | eerste helft 17e eeuw      |                    | Jansstraat 63                               | 52° 22' 57" NB, 4° 38' 17" OL | 19309  | Meer afbeeldingen                                                                                               |
| Pand met trapgevel | Woonhuis                  | eerste helft 17e eeuw      |                    | Jansstraat 63A                              | 52° 22' 57" NB, 4° 38' 17" OL | 19310  | Meer afbeeldingen                                                                                               |
| Pand met gepleisterde lijstgevel onder mansarde dak                                                                    | Woonhuis                  | 19e eeuw                   |                    | Jansstraat 65 - 65A -65B (hk. Begijnesteeg) | 52° 22' 57" NB, 4° 38' 17" OL | 19311  | Meer afbeeldingen                                                                                               |
| Pand met trapgevel, haarlemse trant                                                                                    | Woonhuis                  | eerste helft 17e eeuw      |                    | Jansstraat 67                               | 52° 22' 57" NB, 4° 38' 17" OL | 19312  | Meer afbeeldingen                                                                                               |
| Pand met klokgevel | Woonhuis                  | 18e eeuw                   |                    | Jansstraat 69                               | 52° 22' 57" NB, 4° 38' 17" OL | 19313  | Meer afbeeldingen                                                                                               |
| Pand met gepleisterde lijstgevel                                                                                       | Werk-woonhuis             | 18e eeuw                   |                    | Jansstraat 71                               | 52° 22' 56" NB, 4° 38' 17" OL | 19314  | Meer afbeeldingen                                                                                               |
| Pand met rechte kroonlijst, vensters met afgeronde hoeken                                                              | Woonhuis                  | midden 19e eeuw            |                    | Jansstraat 73                               | 52° 22' 56" NB, 4° 38' 17" OL | 19315  | Meer afbeeldingen                                                                                               |
| Gepleisterd pand met rechte kroonlijst                                                                                 | Woonhuis                  | 19e eeuw                   |                    | Jansstraat 75                               | 52° 22' 56" NB, 4° 38' 17" OL | 19316  | Meer afbeeldingen                                                                                               |
| Gepleisterd pand met rechte kroonlijst                                                                                 | Woonhuis                  | 19e eeuw                   |                    | Jansstraat 77                               | 52° 22' 56" NB, 4° 38' 17" OL | 19317  | Meer afbeeldingen                                                                                               |
| Bisschoppelijk museum                                                                                                  | Woonhuis                  | eind 17e of begin 18e eeuw |                    | Jansstraat 79                               | 52° 22' 56" NB, 4° 38' 17" OL | 19318  | Meer afbeeldingen                                                                                               |
| Jozefhuis | Woonhuis                  | tweede helft 18e eeuw      |                    | Jansstraat 85                               | 52° 22' 54" NB, 4° 38' 16" OL | 19319  | Meer afbeeldingen                                                                                               |
| Pand met gepleisterde lijstgevel, nieuwe onderpui                                                                      | Woonhuis                  |                            |                    | Jansstraat 87                               | 52° 22' 53" NB, 4° 38' 15" OL | 19320  | Meer afbeeldingen                                                                                               |
| Pand met lijstgevel, doorlopend langs de nieuwe gracht                                                                 | Woonhuis                  | 18e eeuw                   |                    | Jansstraat 2 (hk. Nieuwe Gracht)            | 52° 23' 4" NB, 4° 38' 18" OL  | 19321  | Meer afbeeldingen                                                                                               |
| Pand met gepleisterde lijstgevel                                                                                       | Woonhuis                  | 18e eeuw                   |                    | Jansstraat 4                                | 52° 23' 4" NB, 4° 38' 18" OL  | 19322  | Meer afbeeldingen                                                                                               |
| Pand met lijstgevel | Woonhuis                  | 18e eeuw                   |                    | Jansstraat 10                               | 52° 23' 4" NB, 4° 38' 18" OL  | 19324  | Meer afbeeldingen                                                                                               |
| Pand met klokgevel, onder verbouwd                                                                                     | Woonhuis                  | 18e eeuw                   |                    | Jansstraat 16                               | 52° 23' 3" NB, 4° 38' 18" OL  | 19325  | Meer afbeeldingen                                                                                               |
| Pand met lijstgevel | Woonhuis                  | 19e eeuw                   |                    | Jansstraat 18                               | 52° 23' 3" NB, 4° 38' 18" OL  | 19326  | Meer afbeeldingen                                                                                               |
| Pand met lijstgevel | Woonhuis                  | 19e eeuw                   |                    | Jansstraat 20                               | 52° 23' 3" NB, 4° 38' 18" OL  | 19327  | Meer afbeeldingen                                                                                               |
| Pand met lage klokgevel, deels gepleisterd                                                                             | Woonhuis                  | 18e eeuw                   |                    | Jansstraat 22 (hk. Ridderstraat)            | 52° 23' 3" NB, 4° 38' 18" OL  | 19328  | Meer afbeeldingen                                                                                               |
| Smal geveltje, 1 deur breed                                                                                            | Vanwege onderdelen kerk   | 18e eeuw                   |                    | Jansstraat 36 (pand bij nr.)                | 52° 22' 60" NB, 4° 38' 17" OL | 19329  | Smal geveltje, 1 deur breed                                                                                     |
| Pand met langgerekte gevel met rechte kroonlijst, natuurstenen bogen boven vensters                                    | Gezondheidszorg           | 18e eeuw                   |                    | Jansstraat 36                               | 52° 23' 0" NB, 4° 38' 17" OL  | 19330  | Meer afbeeldingen                                                                                               |
| Ingangspoort van koor van Sint Janskerk met natuursteen versierd, door Haarlems wapen in cartouche bekroond            | Vanwege onderdelen kerk   | 1628                       |                    | Jansstraat 38                               | 52° 22' 60" NB, 4° 38' 17" OL | 19331  | Ingangspoort van koor van Sint Janskerk met natuursteen versierd, door Haarlems wapen in cartouche bekroond     |
| Janskerk | Kerk en kerkonderdeel     | 1310-1318                  |                    | Jansstraat 40                               | 52° 22' 59" NB, 4° 38' 17" OL | 19332  | Meer afbeeldingen                                                                                               |
| Pand met blauwgepleisterde gevel met rechte kroonlijst onder zadeldak, terzijde in topgevel eindigend met opzet        | Woonhuis                  | 17e eeuw                   |                    | Jansstraat 42                               | 52° 22' 59" NB, 4° 38' 17" OL | 19333  | Pand met blauwgepleisterde gevel met rechte kroonlijst onder zadeldak, terzijde in topgevel eindigend met opzet |
| Pand met brede lange lijstgevel, gepleisterd, enigszins uitgebogen                                                     | Woonhuis                  | 17e/18e/19e eeuw           |                    | Jansstraat 46 - 46A                         | 52° 22' 57" NB, 4° 38' 17" OL | 19334  | Meer afbeeldingen                                                                                               |
| Pand met gebogen fronton in rechte kroonlijst, brede houten deuromlijsting met fraai gesneden deur en kalf             | Woonhuis                  | midden 18e eeuw            |                    | Jansstraat 48                               | 52° 22' 57" NB, 4° 38' 16" OL | 19335  | Meer afbeeldingen                                                                                               |
| Pand met gepleisterde gevel met rechte kroonlijst, schuiframen met kleine roeden                                       | Woonhuis                  | 18e eeuw                   |                    | Jansstraat 50                               | 52° 22' 56" NB, 4° 38' 16" OL | 19336  | Meer afbeeldingen                                                                                               |
| Pand met gepleisterde gevel met rechte kroonlijst                                                                      | Woonhuis                  | 19e eeuw                   |                    | Jansstraat 52                               | 52° 22' 56" NB, 4° 38' 16" OL | 19337  | Meer afbeeldingen                                                                                               |
| Barbera vrouwengasthuis                                                                                                | Sociale zorg, liefdadigh. | 1435 (gesticht)            |                    | Jansstraat 54                               | 52° 22' 56" NB, 4° 38' 16" OL | 19338  | Meer afbeeldingen                                                                                               |
| Pand met gepleisterde lijstgevel                                                                                       | Woonhuis                  | 19e eeuw                   |                    | Jansstraat 56                               | 52° 22' 56" NB, 4° 38' 16" OL | 19339  | Meer afbeeldingen                                                                                               |
| Pand met rechte kroonlijst voorheen topgevel, haarlemse trant                                                          | Woonhuis                  | begin 17e eeuw             |                    | Jansstraat 64                               | 52° 22' 55" NB, 4° 38' 16" OL | 19340  | Meer afbeeldingen                                                                                               |
| Pand met lijstgevel | Woonhuis                  | 18e eeuw                   |                    | Jansstraat 8                                | 52° 23' 4" NB, 4° 38' 18" OL  | 47061  | Meer afbeeldingen                                                                                               |
| Gerechtsgebouw | Gerechtsgebouw            | 1889-1890                  | W.C. Metzelaar     | Jansstraat 81 (Gerechtsgebouw "Justitia")   | 52° 22' 55" NB, 4° 38' 17" OL | 513387 | Meer afbeeldingen                                                                                               |
| Pastorie | Kerkelijke dienstwoning   | 1872                       | H.J. van den Brink | Jansstraat 41 (Pastorie)                    | 52° 23' 1" NB, 4° 38' 18" OL  | 513388 | Meer afbeeldingen                                                                                               |

Centrum:
Bakenessergracht ·
Frankestraat ·
Gedempte Oude Gracht ·
Gierstraat ·
Groot Heiligland ·
Grote Houtstraat ·
Grote Markt ·
Jansstraat ·
Kenaupark ·
Klein Heiligland ·
Kleine Houtstraat ·
Kleine Houtweg ·
Koningstraat ·
Nieuwe Gracht ·
Parklaan ·
Spaarnwouderbuurt ·
Wilhelminastraat ·
Zijlstraat

Zuid-West:
Florapark ·
Floraplein ·
Wagenweg 

Haarlem-Oost

Schalkwijk

Noord:
Begraafplaats Kleverlaan ·
Spaarndam 